# Nikolai Yudenich
Nikolai Nikolaevich Yudenich (russo: НиколайНиколаевичЮденич) (Moscou, 30 de julho [ jul. 18 de julho] de 1862 — 5 de outubro de 1933) foi um comandante do exército russo no Cáucaso e um dos generais mais bem sucedidos do exército imperial do russo durante a Primeira Guerra Mundial. Mais tarde, foi um líder da contrarrevolução no noroeste da Rússia durante a guerra civil russa de 1918-1920. Graduou-se na faculdade militar de Alexandrovsky em 1881 e na Academia do Estado Maior em 1887. Comandou um regimento durante a Guerra Russo-Japonesa de 1904-1905.